# Veľké Kapušany
Veľké Kapušany (maďarsky Nagykapos) jsou město v Košickém kraji na východním Slovensku,.

## Poloha a příroda
Město se nachází ve Východoslovenské nížině, 5 km od ukrajinských hranic a zhruba 30 km od okresního města Michalovců. Jižně od města protéká řeka Latorica. Do území města zasahuje Chráněná krajinná oblast Latorica. Na území města je chráněné ptačí území Medzibodrožie.

## Historie
První písemná zmínka o městě je z roku 1211. Jméno pochází z maďarského kapu (brána). Konaly se zde sněmy delegátů Užské župy; pro ten účel zde Drugethové nechali postavit budovu zvanou pretórium. Do roku 1918 bylo město součástí Uherska. V roce 1938 zde žilo 2 555 obyvatel. V letech 1938 až 1944 město bylo (kvůli první vídeňské arbitráži) součástí Maďarska.

## Pamětihodnosti
- Reformovaný kostel, barokně-klasicistní stavba z roku 1787
- Kostel sv. Šimona a Judy, jednolodní klasicistní stavba z roku 1807
- Městské muzeum

## Doprava
Od roku 1909 do města vede železnice, postavená sem z Užhorodu (dnes Ukrajina). Teprve po první světové válce byla vybudována železniční trať Bánovce nad Ondavou – Veľké Kapušany. Provoz na ní byl zahájen 20. října 1921. Provoz na úseku z Užhorodu skončil po jeho přerušení hranicí se Sovětským svazem (1945). Na trati z Bánovců byla osobní doprava zastavena v roce 2012 pro malou vytíženost spojů, v roce 2018 však byla obnovena. Kromě této trati městem prochází také širokorozchodná trať z Ukrajiny do Hanisky pri Košiciach, dostavěná v roce 1966, jež má pohraniční stanici v nedalekých Maťovských Vojkovcích.

## Obyvatelstvo
Podle sčítání lidu v roce 2001 zde žilo 57 % Maďarů, 36 % Slováků a 4,3 % Romů. K římskokatolické církvi se hlásilo 49,5 % obyvatel a k řeckokatolické 12,3 %. Bez vyznání bylo 4,6 % obyvatel.

## Osobnosti
- Sándor Albert (* 1943), slovenský politik maďarské národnosti
- Julianna Henrietta Berkovits (1888–1961), matka maďarského válečného fotografa Roberta Capy
- Ladislav Blum (1911–1994), český operní zpěvák a synagogální zpěvák, působící v Jeruzalémské synagoze v Praze
- János Erdélyi (1814–1868), maďarský básník, spisovatel, filozof a etnograf
- Géza Herczegh (1928–2010), maďarský soudce Mezinárodního soudního dvora v Haagu, tchán maďarského prezidenta Jánose Ádera
- Jozef Kiss, (1944–2013), novinář, historik a politolog maďarské národnosti
- István Léko (* 1963), český novinář, šéfredaktor Lidových novin

## Družební města
- Vásárosnamény, Maďarsko
- Svaljava, Ukrajina
- Poljana (okres Mukačevo), Ukrajina
- Sebiș Rumunsko
- Radymno, Polsko

## Partnerská města
- Nyíregyháza, Maďarsko